# Marija Nikolaeva Todorova
Marija Nikolaeva Todorova, bolgarsko-ameriška zgodovinarka, * 5. januar 1949, Sofija, Bolgarija.
Najbolj znana je po svoji vplivni knjigi Imaginarij Balkana, v kateri (med drugim) aplicira »orientalizem«, koncept Edvarda Saida, na Balkan. Analize preteklih in sodobnih (zahodno) evropskih pogledov na Balkan se loteva v kronološko urejenem in stvarno dokumentiranem zgodovinskem toku. Ta prepričljivo razkriva, da imajo podobno kot Balkanski polotok in njegovo ime tudi negativne zahodnjaške podobe o balkanskih družbah in ljudstvih svojo konkretno in spremenljivo zgodovino, ki je bolj rezultat zahodnoevropskega doživljanja in razumevanja različnosti kot pa dejanskega poznavanja in premisleka o balkanski stvarnosti.

## Življenje
Marija Todorova je bila rojena v ugledni bolgarski intelektualni družini (tudi njen oče je bil zgodovinar, nekaj časa pa celo predsednik bolgarske akademije). Odraščala in študirala je v Sofiji, kjer je diplomirala iz zgodovine in angleščine. Študirala je zgodovino in angleščino na Sofijski univerzi, leta 1977 pa doktorirala. Po končanem študiju se je izpopolnjevala v Oxfordu, v Moskvi in Sankt-Peterburgu ter se pri tem usmerila v raziskovanje zgodovine osmanske vladavine na Balkanu. Do leta 1988, ko je odšla v Združene države, je na univerzi v Sofiji predavala osmansko in balkansko zgodovino.
Marija Todorova je trenutno profesorica zgodovine na Univerzi Illinois Urbana-Champaign. Specializirana je za zgodovino Balkana v sodobnem obdobju. Njena knjiga Imaginarij Balkana je prevedena v štirinajst jezikov.
Trenutne raziskave Todorove se vrtijo okoli problemov nacionalizma, zlasti simbolike nacionalizma, narodnega spomina in narodnih junakov v Bolgariji in na Balkanu. Med letoma 2007 in 2010 je vodila tudi mednarodno raziskovalno skupino znanstvenikov o projektu Spomin na komunizem. 
Marija Todorova je bila kasneje ćastna in gostujoča profesorica v različnih institucijah - vključno s Sabanci University v Istanbulu in Univerze na Floridi (kjer je bila tudi profesorica).

## Delo

### Balkanizem
Todorova je znana po svojem delu v zvezi z zgodovino Balkana. Njeno prelomno delo Imaginarij Balkana se ukvarja z nedosledno (a ponavadi negativno) podobo regije v zahodni kulturi, pa tudi s paradoksi kulturne reference in njegovimi predpostavkami. V njej razvija teorijo balkanizma ali gnezdenja balkanizmov, podobno orientalizmu Edvarda Saida in »gnezdočim orientalizmom« Milice Bakić-Hayden. Sama je o Imaginariju povedala sledeče:
»Osrednja ideja predstavljanja Balkana je, da obstaja diskurz, ki ga imenujem balkanizem, ki ustvarja stereotip Balkana, in politika je neizbežno, organsko prepletena s tem diskurzom. Ob soočenju s to idejo se ljudje morda počutijo nekoliko nemirne, zlasti na političnem prizorišču ...« 
Balkanizem je jezikoslovni termin, ki označuje svojevrsten jezikovni fenomen Balkana: najpogostejše sposojenke, blodeče besede, fonetične posebnosti, ki jih lahko opazimo v dveh ali več balkanskih jezikih. Zanimanje za vedo, ki bi se ukvarjala izključno z Balkanom, je izšlo iz zgodovinskega jezikoslovja. Konec devetnajstega stoletja je bilo področje preučevanja indoevropskih jezikov zaradi paradigmatičnega statusa, ki ga imata v indoevropskem sistemu grščina in latinščina, tesno povezano z antičnimi študijami.
Ključna veda v interdisciplinarni strukturi balkanologije pa je še naprej jezikoslovje, predvsem zgodovinsko jezikoslovje in sociolingvistika. Bolj občutljivo področje je zgodovina, v katerega se je spustila tudi Marija Todorova in vpeljala balkanološko problematiko v velike globalne debate o nacionalnem, kolektivnem, o orientalizmu, kolonializmu ter konstruktu identitete. 
Todorova opozarja tudi, da je pojem »balkanizacija« nastal prav po balkanskih vojnah, Balkan pa naj bi tedaj dokončno dobil »negativen prizvok«.
Marija Todorova nas v svoji študiji ne poskuša prepričati, da je Balkan drugačen, kot mislimo, da je. Želi nam pokazati le, da so danes (znova) močno razširjene in priljubljene sodbe o Balkanu stare že več kot stoletje in ne rezultat natančnejšega in temeljitejšega poznavanja in opazovanja, temveč površnega, v socialnih, kulturnih, verskih pa tudi rasnih predsodkih utemeljenega poenostavljanja, ki korenini v ideološko in civilizacijsko omejenih in enostranskih zahodnih predstavah »o sebi in drugih«.

### Imaginarij Balkana
Knjiga Marije Todorove sicer govori o Balkanu, toda vprašanje, ki si ga zastavlja, ni le vprašanje o tem, kako ime hribovja postane ime polotoka, nato pa še oznaka za povsem določen način obnašanja, političnega ravnanje in socialnega druženja – tj. za vse »nekulturno«, za ostalo nasilno in barbarsko, Je predvsem vprašanje o tem, kako sploh vrednotimo, razmejujemo in delimo svet okoli sebe, kako vidimo sebe in druge, kako hierarhiziramo in ocenjujemo različne zgodovinske izkušnje, družbe, tradicije, narode in rase. 
Mariji Todorovi bi se lahko kritično očitalo, da v svoji sicer odlični knjigi Balkan obravnava preveč izolirano, izven širšega konteksta zahodnih stereotipnih predstav o evropskem Vzhodu, hkrati pa, da zlasti takrat, ko govori o drugi polovici devetnajstega stoletja in času pred prvo svetovno vodo premalo upošteva, da so se s socialnimi in kulturnimi predsodki, ki sta jih med zahodnimi obiskovalci spodbujala zaostalost in revščina balkanskih dežel in prebivalstva prepletali tudi povsem konkretni politični interesi in premisleki.

## Priznanja in nagrade
V povezavi z nacionalizmom in junaškim čaščenjem na Balkanu je leta 2000 prejela prestižno Guggenheimovo štipendijo (nagrado) na področju germanskih in vzhodnoevropskih študij v okviru humanistike. 

## Najpomembnejša dela
- Velika Britanija, Rusija in tanzimat (1980)
- Angleški potopisci o Balkanu (1987)
- Struktura družine in evropska matrica; demografske težnje v osmanski Bolgariji (1993)
- Imaginarij Balkana (1997)